# Giove nella fantascienza
Il pianeta Giove costituisce lo scenario di diverse opere letterarie, prevalentemente di fantascienza. Nel corso del XX secolo è stato spesso rappresentato come un enorme pianeta roccioso circondato da un'atmosfera molto densa e spessa, prima che si scoprisse che è un gigante gassoso privo di una vera e propria superficie.
Oggi viene talvolta rappresentato come popolato da creature simili a quelle degli oceani terrestri, che "nuotano" nei gas densi del pianeta.
Oltre a Giove stesso, è il suo sistema di satelliti a essere stato usato spesso come ambientazione fantascientifica.

## Letteratura
- Micromega (Micromégas, 1752) di Voltaire. L'eroe eponimo e il suo compagno saturniano si fermano su Giove[1] per un anno, dove "imparano alcuni segreti assai notevoli".[2]

- A Journey in Other Worlds (1894)[3] di John Jacob Astor IV. Esploratori della Terra raggiungono Giove, prima di viaggiare alla volta di Saturno. Su Giove i viaggiatori incontrano dei dinosauri simili a quelli terrestri.[4]

- Ne La polla di radio (The Radium Pool, 1929) di Ed Earl Repp, i gioviani vengono rappresentati come mostri crudeli, che rapiscono una coppia di innamorati terrestri per trasferirli in una specie di zoo.
- Aarn Munro, personaggio di John W. Campbell apparso per la prima volta ne I figli di Mu (The Mightiest Machine, 1934-35) e protagonista di una trilogia di romanzi, è un super-scienziato nato su Giove.
- Nel breve racconto del ciclo dei Robot, Vittoria involontaria (Victory Unintentional, 1942), di Isaac Asimov, vengono inviati su Giove tre robot esploratori, i quali hanno un contatto con i "gioviani", creature indescrivibili, simili alla fauna dei fondali marini, vivendo in un ambiente dalla forte gravità e la pressione atmosferica altissima.
- Ne Gli uomini-scheletro di Giove (Skeleton Men of Jupiter, Amazing Stories, 1943)[5] di Edgar Rice Burroughs, l'eroe John Carter è trasportato su Sasoom (Giove).
- Nel ciclo di racconti Anni senza fine (1944-1950), di Clifford D. Simak, Giove è inospitale per gli esseri umani, ma paradisiaco per i propri abitanti, i Saltanti o Rimbalzanti[6]. Una volta diffusosi il mito del Nirvana su Giove, e la possibilità di vivere nei corpi dei Saltanti, quasi tutta l'umanità vi si trasferisce.[7]
- Il racconto Chiamatemi Joe (1957), di Poul Anderson, presenta un pianeta tempestoso, che gli uomini esplorano controllando telepaticamente esseri simili a centauri creati apposta per sopravvivere nel suo ambiente.
- Nel racconto Per Giove! (Buy Jupiter!, 1958) di Isaac Asimov, degli alieni acquistano Giove per utilizzarlo come un gigantesco cartellone pubblicitario per i propri prodotti al passaggio delle navi commerciali.
- Journey to Jupiter (1965) di Hugh Walters - l'ottavo di una serie di romanzi per ragazzi che descrive la cronaca delle gesta della (immaginaria) "Agenzia di Esplorazione delle Nazioni Unite" - tratta la prima missione su Giove.
- Nel ciclo 2001 di Arthur C. Clarke ricorre il pianeta gassoso e nel secondo romanzo (2010: Odissea due) si parla di forme primitive fluttuanti nell'alta atmosfera, prima di venir distrutte con la trasformazione del loro mondo in una stella. Il tema delle creature fluttuanti era stato affrontato dall'autore già nel 1971 con il breve racconto Incontro con Medusa (A Meeting With Medusa), dove l'esplorazione di Giove viene condotta da un essere umano "modificato" da una serie di interventi di ingegneria chirurgica.
- The Jupiter Theft (1977) di Donald Moffitt. Una missione cinese-americana su Giove viene deviata per indagare su cinque immense sonde aliene dirette verso la Terra provenienti dalla direzione di Cygnus X-1. I sopravvissuti della Missione Giove, catturata, scoprono che il vero scopo degli alieni è razziare nel nostro sistema solare pianeti di tipo gioviano per utilizzarli come combustibile. Nell'impossessarsi di Giove, gli alieni si lasciano alle spalle il guscio bruciato del precedente pianeta da loro usato come carburante, che rimane come nucleo centrale di un nuovo sistema mini-solare nella precedente posizione di Giove.
- La serie Biografia di un tiranno spaziale (Bio of A Space Tyrant, 1983–2001) di Piers Anthony. Giove è reso come un analogo della America settentrionale. Le lune sono i Caraibi (e probabilmente anche l'America centrale), Giove stesso è abitato da città galleggianti nella sua atmosfera per rappresentare gli Stati Uniti e la Macchia Rossa rappresenta il Messico.
- La divisione Cassini (The Cassini Division, 1998) di Ken MacLeod, parte della serie della "Rivoluzione d'autunno" (Fall Revolution, 1995-1999). Giove è stato convertito da transumanisti in un habitat per post-umani conosciuti come i gioviani, mentre l'Unione Solare (un collettivo socialista del sistema interno) e la Nuova Marte (una colonia capitalista extrasolare) considerano la possibilità di attaccare la civiltà, che essi percepiscono come potenzialmente pericolosa.
- Jupiter (2001) di Ben Bova. Un viaggio tra le nubi di Giove, le tempeste e la fase liquida della sua atmosfera alla scoperta di vita intelligente.
- Manta's Gift (2002) di Timothy Zahn. Giove è la casa dei Qanska, forme di vita intelligente che dimorano nell'atmosfera stratificata dell'equatore del pianeta. Il cervello di un uomo tetraplegico viene trapiantato in un embrione di Qanska, con conseguente trasferimento della coscienza umana a una specie diversa.
- Trilogia The Golden Age (2002–3) di John C. Wright. Giove è stato acceso per formare un secondo sole in miniatura. Un supercollisore orbita su tutto l'equatore di questa nuova stella ed è utilizzato per la produzione di elementi transuranici stabili artificiali. Il supercollisore e le lune di Giove sono occupati da un industriale di nome Gannis, che ha apparentemente popolate con copie di sé stesso.
- Nel romanzo Accelerando di Charles Stross (2005), è dal sistema di Giove che parte la prima spedizione interstellare dell'umanità. Un sistema di superconduttori su Amaltea ricava energia dal campo magnetico di Giove, usandola per azionare un laser che spingerà fuori dal sistema solare un'astronave dotata di vela riflettente.
- Art Mumby e i pirati dell'eternave (Larklight, 2006) di Philip Reeve. Le lune di Giove sono la patria di molte razze e sono alla periferia dell'impero terrestre. Su Giove vive Old Thunderhead, una tempesta senziente.
- The Intrepid: Earth's moment of awareness (2008) di Michael James Wilson. Onde d'urto dal Primo Ciclo comprimono la Nuvola Locale e l'eliopausa per un contatto imminente con il pianeta Giove provocando la nascita della nuova stella binaria nella Via Lattea.

## Cinema e televisione
- Il classico della fantascienza La guerra dei mondi (1953) di Byron Haskin mostra la superficie gioviana quale un inferno di vulcani attivi e ricoperto di lava, assai più simile al suo satellite Io.
- In una puntata del cartone futuribile I pronipoti di Hanna e Barbera, Giove è perfettamente ospitale ed è il set per un film con interprete il giovanissimo personaggio di Elroy e il simpatico cane Astro.
- Il celeberrimo 2001: Odissea nello spazio (1968), di Stanley Kubrick, si svolge per la maggior parte su un'astronave in viaggio verso Giove. Nel suo seguito 2010 - L'anno del contatto (1984), Giove viene trasformato in una stella come nella serie di romanzi di Arthur C. Clarke.
- In Space Truckers (1996) di Stuart Gordon, il protagonista raggiunge una stazione spaziale in orbita su Giove per consegnare un carico di maiali quadrati, qui incontra gli altri due personaggi principali con i quali fuggirà dopo avere causato la morte del suo capo durante una rissa.
- In Jupiter - Il destino dell'universo (2015) di Lana e Andy Wachowski, viene rivelato che la Grande Macchia Rossa cela la presenza di un'immensa raffineria fluttuante gestita dall'antagonista Balem Abrasax, il quale vuole la protagonista Jupiter Jones uccisa per non intralciare la sua possessione della Terra.
- In The Wandering Earth (2019) di Frant Gwo, la Terra installa motori per andare verso un altro sistema solare, superando Giove.

## Fumetti

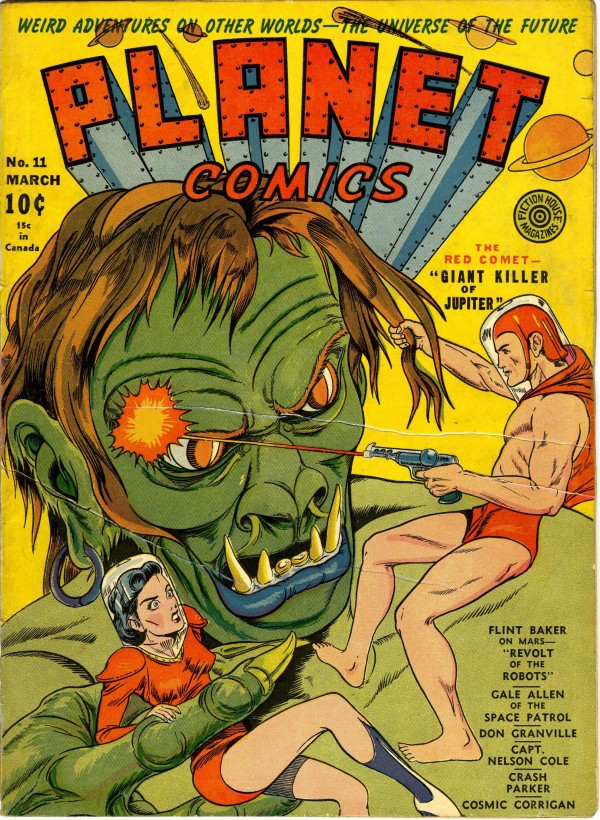
Copertina della rivista a fumetti Planet Comics n.11, ediz. Fiction House, marzo 1941

- Nell'avventura di Jeff Hawke intitolata Il dominatore (1960), il criminale galattico Chalcedon, si rifugia sulla superficie di Giove, dove l'intensa gravità gli impedisce di tornare nello spazio. In un'avventura successiva, Artigiano di stelle il pianeta viene trasformato in una stella (ben prima del romanzo 2010 di Clarke) tramite un ordigno creato da uno scienziato, espediente insperato per scongiurare un'invasione aliena e riportare a un clima temperato una Terra colpita da nuova glaciazione.
- Nella storia Paperino e il razzo interplanetario (1960), di Carlo Chendi e Luciano Bottaro, Zio Paperone decide di trasferire i suoi soldi sulla Luna con un razzo costruito da Archimede Pitagorico e facendosi aiutare da Paperino, ma per un incidente è costretto ad atterrare su Giove. Qui i paperi vengono accolti dagli abitanti di Giove, i Gioviali, esseri pacifici e generosi che si nutrono di metallo e che - per un errore di Paperino - divorano il primo carico d'oro portato da Paperone sul razzo. Paperino, infine, diventa l'eroe dei Gioviali per aver distrutto, con la sua sbadataggine, la flotta di astronavi con cui Rebo - il malefico signore di Saturno - voleva invadere Giove.
- Buona parte del manga di fantascienza Planetes si svolge sull'astronave che ospita la prima spedizione umana su Giove.
- La Saga di Crossbone Gundam, nella timeline dell'Universal Century, del metaverso di Gundam, è presente l'entità politica autoproclamata dell'Impero di Giove, governata da Crux Dogatie. Egli tenta di distruggere la Sfera Terrestre per obbligare tutti gli esseri umani a trasferirsi nello spazio, poiché la permanenza sulla Terra ha reso gli uomini deboli. I suoi piani sono fermati dai pirati spaziali della Crossbone Vanguard comandata da Berah Ronah. Dopo la morte di Dogatie, le redini dell'Impero vengono prese dalla Luce e dall'Ombra di Callisto, due malvagi gemelli connessi telepaticamente che vogliono portare a termine i piani di Crux Dogatie. Dopo esser stato nuovamente sconfitto, l'Impero di Giove verrà governato da Tetenith Dogatie, figlia di Crux e membro della Crossbone Vanguard, che concluderà il periodo di conflitti tra Giove e la Terra.

## Animazione
- Nell'OAV Punta al Top! Gunbuster Giove è ridotto a 1/30 000 delle sue dimensioni e inserito all'interno della Buster Machine III, un ordigno per generare un buco nero artificiale e sconfiggere i mostri spaziali che minacciano l'umanità.
- Nella serie OAV Getter Robot - The Last Day gli Invasori alieni trasformano il pianeta Giove in una stella di raggi getter.